# Ист Гал Лејк (Минесота)
Ист Гал Лејк (енгл. East Gull Lake) град је у америчкој савезној држави Минесота.

## Демографија
По попису из 2010. године број становника је 1.004, што је 26 (2,7%) становника више него 2000. године.
| Група             | 2000.       | 2010.       |
| Белци             | 948 (96,9%) | 976 (97,2%) |
| Афроамериканци    | 3 (0,3%)    | 0 (0,0%)    |
| Азијати           | 7 (0,7%)    | 5 (0,5%)    |
| Хиспаноамериканци | 14 (1,4%)   | 18 (1,8%)   |
| Укупно            | 978         | 1.004       |